# Nemocnice TGM Hodonín
Nemocnice TGM Hodonín je zdravotnické zařízení v Hodoníně v Jihomoravském kraji. Sídlí v ulici Purkyňově a disponuje 200 lůžky. Nemocnice funguje jako příspěvková organizace Jihomoravského kraje.

## Historie
O výstavbě nemocnice v Hodoníně se uvažovalo již za první republiky. Její stavba byla podle projektu Bedřicha Rozehnala zahájena v roce 1946. Ke zprovoznění zařízení došlo roku 1952. V roce 1997 získala do názvu zkratku TGM podle prvního československého prezidenta Tomáše Garrigua Masaryka. Hodonínská nemocnice byla státní institucí, v roce 2003 se jejím majitelem a zřizovatelem stal Jihomoravský kraj.